# Caterina di Bosnia, Grand Principessa di Hum
Caterina di Bosnia (in serbo-croato Katarina Kotromanić, Катарина Котроманић; Srebrenik, 1294 – Bribir, 1355) figlia di Stefano I, Bano di Bosnia e sorella di Stefano II, Bano di Bosnia.
Era figlia di Stefano I, Ban di Bosnia, e di sua moglie Elisabetta di Syrmia. Nacque nel 1294, nel castello di Srebrenik. Aveva sei fratelli, cinque fratelli, Stefano II, Vladislav, Ninoslav, Miroslav e un fratello sconosciuto, e una sorella di nome Maria. Nell'autunno del 1314 era in esilio con la famiglia a Ragusa. Caterina sposerà il principe Nikola di Hum poco prima del 1338. Nikola era Knjaz di Hum 1322, che Stefano II, fratello di Caterina, all'epoca Bano di Bosnia, aveva annesso al suo regno. Dopo l'annessione, il Bano concesse a Nikola la župa del Bosansko Primorje, al limite meridionale del regno, regione compresa tra il Delta della Neretva e Ragusa, conferendogli il diritto di governare la maggior parte del Popovo. Egli governò questa župa finché visse. Caterina e Nicola ebbero due figli:
- Vladislav Nikolić
- Bogiša Nikolić

Caterina morì nel 1355 a Bribir.